# 美和ダム
美和ダム（みわダム）は、長野県伊那市、一級河川・天竜川水系三峰川（みぶがわ）に建設されたダム。高さ69.1メートルの重力式コンクリートダムで、洪水調節・灌漑（かんがい）・水力発電を目的とする、国土交通省直轄の多目的ダム（特定多目的ダム）である。ダム湖（人造湖）の名は美和湖（みわこ）という（ダム湖百選）。

## 沿革
三峰川はその流域の大半を山岳地帯とし、糸魚川静岡構造線沿いにあって激しい土砂崩落がある。加えて年間降水量は1,800ミリから2,200ミリという多雨地帯である。大雨の際には多量の土砂を含む濁流が三峰川のみならず合流先の天竜峡にまで達し、未（ひつじ）の満水を始めとする歴史的な水害をもたらしていた。また、多量の土砂運搬は農業用水の取水をも困難とさせ、旱魃（かんばつ）と重なって伊那地域は深刻な水不足に見舞われていた。このため江戸時代から高遠藩や飯田藩などによって治水・利水事業が進められ、松村理兵衛忠欣など有力な豪農が優れた土木技術を駆使して河川改修を行った。その後も水害や水不足の被害は絶えなかったが、大正時代に入ると急流で水量の多い天竜川は水力発電の適地として注目されることになった。木曽川における電源開発で実績を積んだ福澤桃介は天竜川電力を設立し、大久保発電所や南向発電所を天竜川に建設して電源開発を進めたが、三峰川については長らく手付かずの状態のままであった。
こうした背景もあって、治水と利水を総合的に開発する河川総合開発事業が三峰川でも計画された。1938年（昭和13年）には正式な国策として実施されており、当時三峰川を管理していた長野県もこの情勢を受けて三峰川河水統制計画を1941年（昭和16年）より具体化させた。この時は上伊那郡高遠町（現・伊那市）内にダムを建設する計画であったが、太平洋戦争の激化に伴い事業は中断した。
戦後、森林乱伐と河川改修不備に起因する水害が日本各地で発生し、天竜川流域も例外ではなかった。1947年（昭和22年）のカスリーン台風以降、毎年のように台風が襲い水害をもたらしたことから、河川開発の必要性が再燃。渡米した林虎雄長野県知事（当時）はテネシー川流域開発公社 (TVA) を視察後、三峰川河水統制計画を再開すべく1949年（昭和24年）末に長野県総合開発局を設立し、高遠ダムの建設に動き出した。1950年（昭和25年）には国土総合開発法が成立し、天竜川流域は治水と灌漑、そして電源開発を柱とした大規模な総合開発計画・「特定地域総合開発計画」22地域の一つに選定され「天竜奥三河特定地域総合開発計画」が正式に策定された。この中で高遠ダムは同計画の主要事業として進められた。しかし、当初の高遠地点はダム建設上地質的な問題があり、上流の上伊那郡美和村（旧・長谷村、現・伊那市）に地点が移された。
長野県は事業の重要性に鑑み、ダム事業を建設省中部地方建設局（現・国土交通省中部地方整備局）に移管。以後は国直轄事業「第一次三峰川総合開発事業」として1952年（昭和27年）に着手し、工事は1953年（昭和28年）8月より着手した。難航した補償交渉も1956年（昭和31年）には妥結し、同年8月より本格的なコンクリート打設工事が着工。1957年（昭和32年）12月25日に試験湛水を開始し、1959年（昭和34年）12月1日に完成した。この間にも1957年に特定多目的ダム法が施行され、美和ダムは国土交通省直轄ダムでは最初の特定多目的ダムとなっている。
1989年（平成元年）からはダム機能の維持・強化を目的に美和ダム再開発事業が実施され、恒久堆砂対策として排砂バイパストンネルおよび分派堰（三峰堰）が建設されている。
令和元年東日本台風（台風19号）で緊急放流した。

## 補償
美和ダムの完成により水没地域となる上伊那郡長谷村（現・伊那市）の102世帯・104戸は、ダム建設に対し猛烈な反対運動を繰り広げた。美和ダムの場合は移転問題のみならず、家屋が水没しない残存世帯に対する補償問題（残存生活者補償）が存在した。
ダム地点は左岸が急斜面であるのに対し、右岸は河岸段丘となっており、耕作が営まれていた。その水田67.7ヘクタールと畑34.5ヘクタールが水没することになる。特に水田については長谷村全村にある水田約150ヘクタールのうち半分を占める面積が水没することから、元来水田耕作面積の少ない長谷村においては農業に深刻な影響を及ぼすものであった。また、家屋こそ水没から免れるものの、水田が水没し生活が成り立たなくなるとする農家も反対運動に加わり、補償交渉は3年間にわたる長期のものとなった。
こうした問題が山積しながらも、補償交渉は1956年（昭和31年）に妥結。水没区域の住民の多くは下流の伊那市東春近に移住し、そのほか長野市や松本市、さらには愛知県の開拓地や、遠く大分県などに移転した。
完成した美和ダムは、伊那市の三峰川両岸の河岸段丘・扇状地にある農地2,512ヘクタールに対し、9.83立方メートル毎秒の慣行水利権分の用水補給を行う。この用水補給によって1958年（昭和33年）の旱魃では長野県内で8,500ヘクタールが水不足による被害を受けたが、美和ダムの補給区域だけはこれを免れたという実績がある。

## 再開発

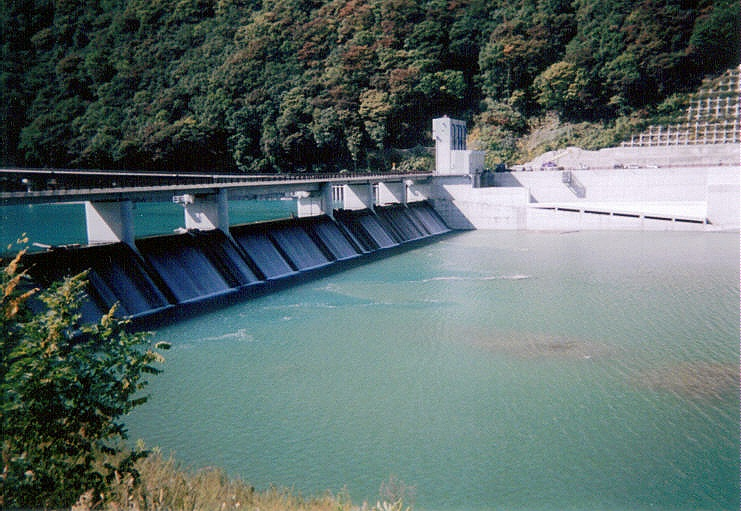
三峰堰

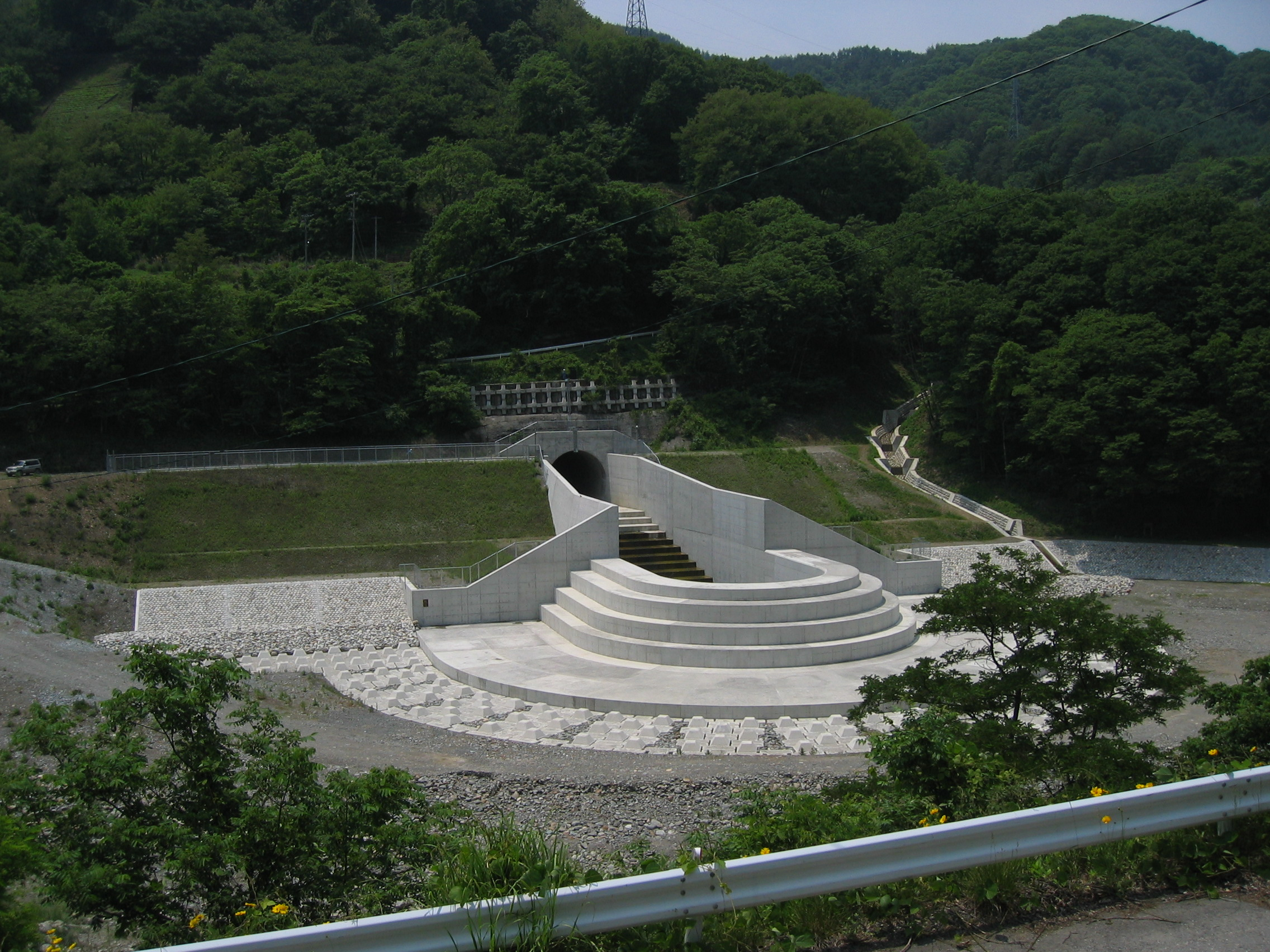
バイパストンネル出口
（美和ダム直下）

美和ダムの設計にあたっては計画高水流量を1,200立方メートル毎秒 (m3/s) とし、その際のダム放流量を500m3/sに抑え、残り700m3/sを貯水することとされている。1959年8月14日の台風9号による水害では治水能力を発揮した美和ダムであったが、伊那地域に致命的な被害を与えた1961年（昭和36年）6月28日の三六水害（昭和36年梅雨前線豪雨）では最大流入量こそ740m3/sにとどまったものの、豪雨が長時間継続したため洪水期間も長くなり、結果的に総洪水量は治水容量の約3倍に相当する1億2,300万m3もの出水となった。このためダムは洪水調節機能を喪失し、ただし書き操作による放流を余儀無くされ、下流の治水機能を果たせなかった。
このことが小渋ダム建設につながり、三峰川についてはさらなる治水強化が求められた。建設省は1973年（昭和48年）に美和ダム上流部に新たに高さ140メートルの巨大な特定多目的ダム建設計画を発表し、1984年（昭和59年）より事業に着手した。戸草ダムである。また、度重なる洪水は崩落の激しい三峰川上流部の土砂を美和湖に流入させ、深刻な堆砂（たいさ）をもたらした。下流の天竜川にある泰阜ダムと異なり治水機能を有する美和ダムでは、堆砂は治水機能に重大な影響を及ぼす。このため美和湖を掘削し貯水容量を確保するための美和ダム再開発事業が1981年（昭和56年）に発表された。この二つの事業は1989年（平成元年）に統合され、「第二次三峰川総合開発事業」としてスタートした。
検討の結果、美和ダムの恒久的な堆砂対策こそ三峰川の治水に必要との結論になり、2000年（平成12年）より日本の多目的ダムとしては初となる手法でダムの再開発が着手された。その概要とは、美和湖上端に貯砂ダムを設けて大粒の砂礫（されき）をせき止め、細粒の土砂については全長4,308メートルのバイパストンネルでダム直下流に吐き出す。そしてバイパストンネルに土砂を誘導させるためトンネル入口に高さ20.0メートル、長さ244.5メートルの重力式コンクリートダムを建設して分派堰（ぶんぱぜき）とし、美和湖への土砂流入を阻止するというものである。同時に美和湖を浚渫（しゅんせつ）し、新たに500万トンの貯水容量を増加させて治水のほか諏訪地域の工業用水道に充てるというのが再開発計画の骨子であった。
この事業は国内初の大規模な事業であり、完成までに5年間を要した。2003年（平成15年）にはバイパストンネルが貫通し2005年（平成17年）には分派堰を含む事業は完成した。この事業によって洪水時は土砂を含む流水を300m3/sを下流に排出する。掘削した土砂などは水田の新規造成用耕土に転用された。美和ダム再開発事業は2005年（平成17年）に完成し、ダム湖再生の願いを込めてバイパストンネルを三峰川バイパス、分派堰を三峰堰（みぶぜき）、およびその湖名を所在地の長谷村にちなんで長谷湖（はせこ）と命名した。今後はダム付近に貯留した堆砂を排出するための排砂施設をダム本体に増設する工事が行われる予定である。ただ「第二次三峰川総合開発事業」のもう一つの柱である戸草ダムについては、補償交渉は妥結したものの事業の進捗は遅れており、完成時期はおろか本格着工時期さえも未定となっている。
排砂バイパストンネル設置は天竜川水系における他のダムでも検討されており、現在は小渋ダムや松川ダム（飯田市）で現在工事が進められているほか、佐久間ダムにおいても「佐久間ダム再開発事業」の中でバイパストンネル設置が計画されている。

## 周辺

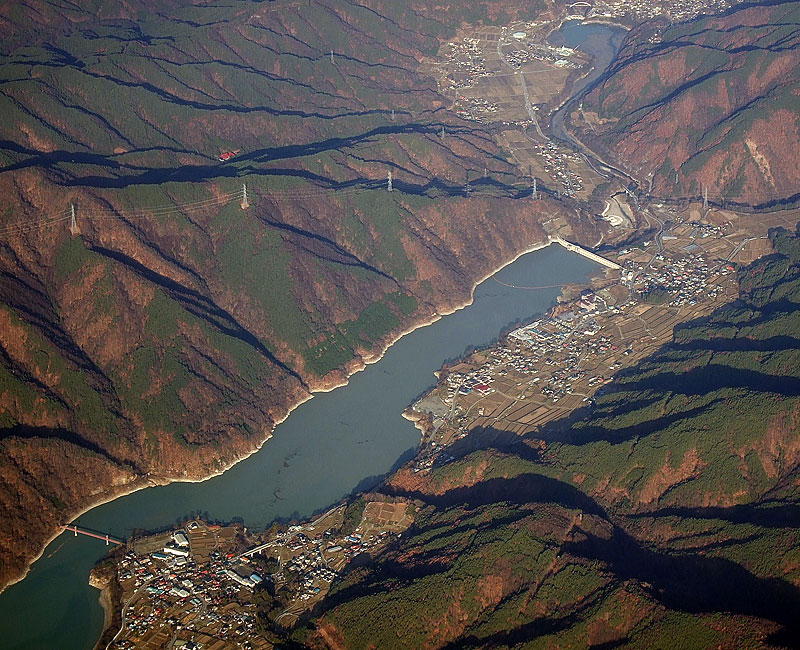
美和湖空撮
高遠湖が遠くに見える

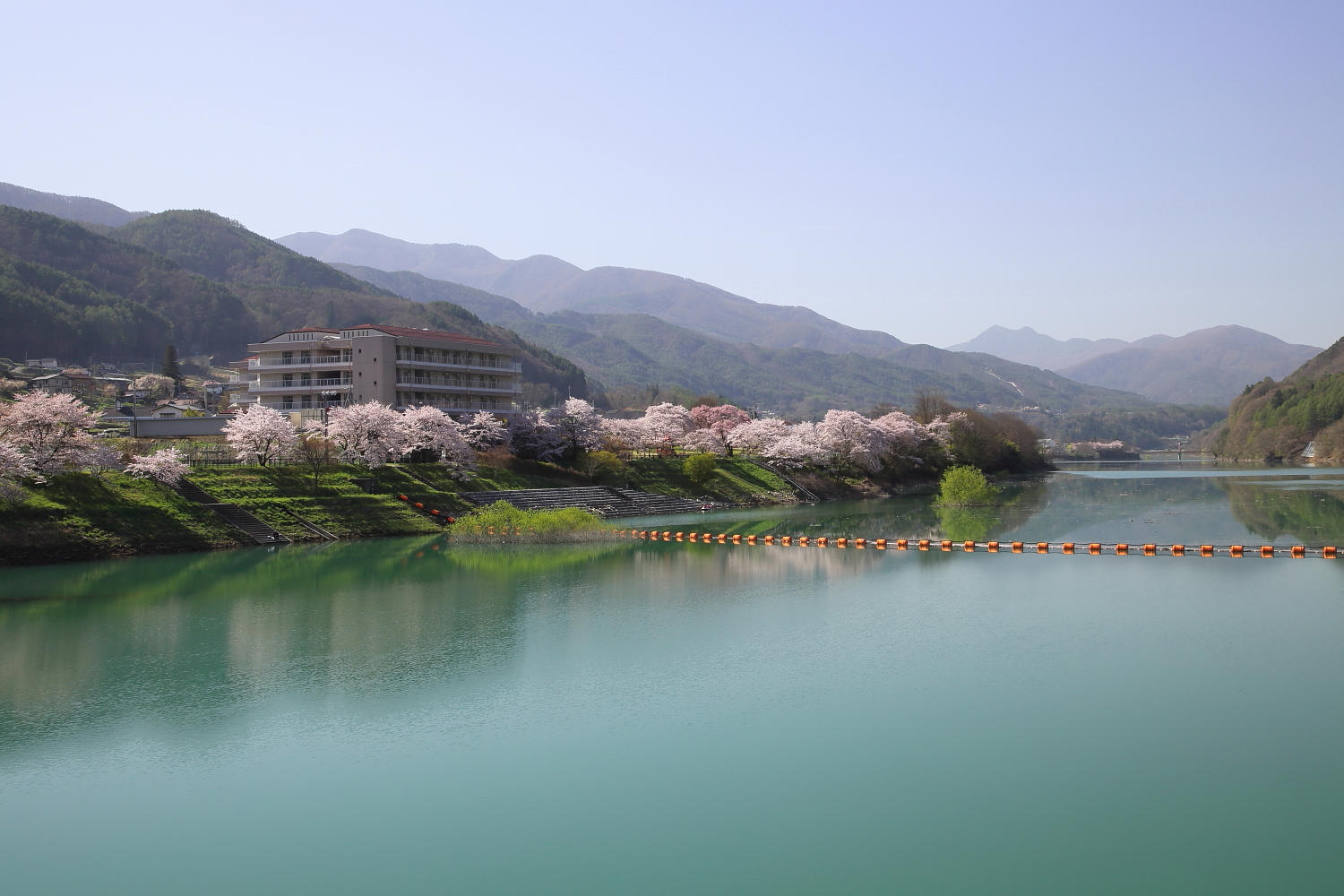
美和湖の風景

美和ダムへは中央自動車道・伊那インターチェンジ下車後駒美交差点を右折、直進して国道361号（権兵衛街道）に入り、高遠方面に直進する。高遠中心部で国道152号に入り大鹿方面へと進み、白山トンネルを過ぎると右手にダムの巨大な堤体・バイパストンネル出口が見えてくる。さらに美和湖沿いに直進すると三峰堰や長谷湖、さらには小渋ダムまで行くことができる。ダム完成当時の所在地は右岸が上伊那郡美和村、左岸が上伊那郡河南村でありその後合併により、美和村は長谷村、河南村は高遠町の一部となった。さらに平成の大合併に伴って高遠町・長谷村もまた伊那市の一部となり、現在はダム周辺のみならず三峰川流域全体が伊那市内に所在している。
ダムによって形成された人造湖は美和湖と命名され、2005年（平成17年）には当時の高遠町・長谷村の推薦によって財団法人ダム水源地環境整備センターが選定するダム湖百選に選ばれた。
付近には高遠ダム（高遠湖）のほか湖畔には高遠城があり、毎年春には1,500本のコヒガンザクラが山全体を桜色に染める。絵島囲み屋敷や高遠商家群といった名所旧跡も多い。ただし春は高遠城址公園に向かう花見客で国道361号が大渋滞を起こすため、公共交通機関の利用が求められる。